# Truljalia
Truljalia is een geslacht van rechtvleugeligen uit de familie krekels (Gryllidae). De wetenschappelijke naam van dit geslacht is voor het eerst geldig gepubliceerd in 1985 door Gorochov.

## Soorten
Het geslacht Truljalia omvat de volgende soorten:
- Truljalia bispinosa Wang & Woo, 1992
- Truljalia citri Bey-Bienko, 1956
- Truljalia elongata Liu & Shi, 2012
- Truljalia forceps Saussure, 1878
- Truljalia formosa He, 2012
- Truljalia hibinonis Matsumura, 1917
- Truljalia hofmanni Saussure, 1878
- Truljalia lata Ingrisch, 2002
- Truljalia meloda Gorochov, 1992
- Truljalia multiprotubera Liu & Shi, 2011
- Truljalia ornata Chopard, 1969
- Truljalia parvispinosa Chopard, 1930
- Truljalia tylacantha Wang & Woo, 1992
- Truljalia versicolor Ingrisch, 1997
- Truljalia viminea Gorochov, 2002